# Circuito de Getxo 2007
Il Circuito de Getxo 2007, sessantaduesima edizione della corsa e valida come evento dell'UCI Europe Tour 2007 categoria 1.1, si svolse il 31 luglio 2007 su un percorso totale di 185,4 km. Fu vinto dallo spagnolo Vicente Reynés che terminò la gara in 4h10'59", alla media di 44,32 km/h.
Partenza con 127 ciclisti, dei quali 109 portarono a termine il percorso.

## Ordine d'arrivo (Top 10)
| Pos. | Corridore           | Squadra        | Tempo    |
| ---- | ------------------- | -------------- | -------- |
| 1    | Vicente Reynés      | C. d'Epargne   | 4h10'59" |
| 2    | Takashi Miyazawa    | Nippo Corp.    | s.t.     |
| 3    | José Joaquín Rojas  | C. d'Epargne   | s.t.     |
| 4    | Xabat Otxotorena    | Orbea-Laukiz   | s.t.     |
| 5    | Diego Milán         | Grupo Mateos   | s.t.     |
| 6    | Aleksandr Chatuncev | Unibet.com     | s.t.     |
| 7    | Enrique Mata        | Viña Magna     | s.t.     |
| 8    | David Herrero       | Karpin Galicia | s.t.     |
| 9    | Daniel Moreno       | Relax-GAM      | s.t.     |
| 10   | Beñat Albizuri      | Euskaltel      | s.t.     |